# 茂木惣兵衛 (3代目)

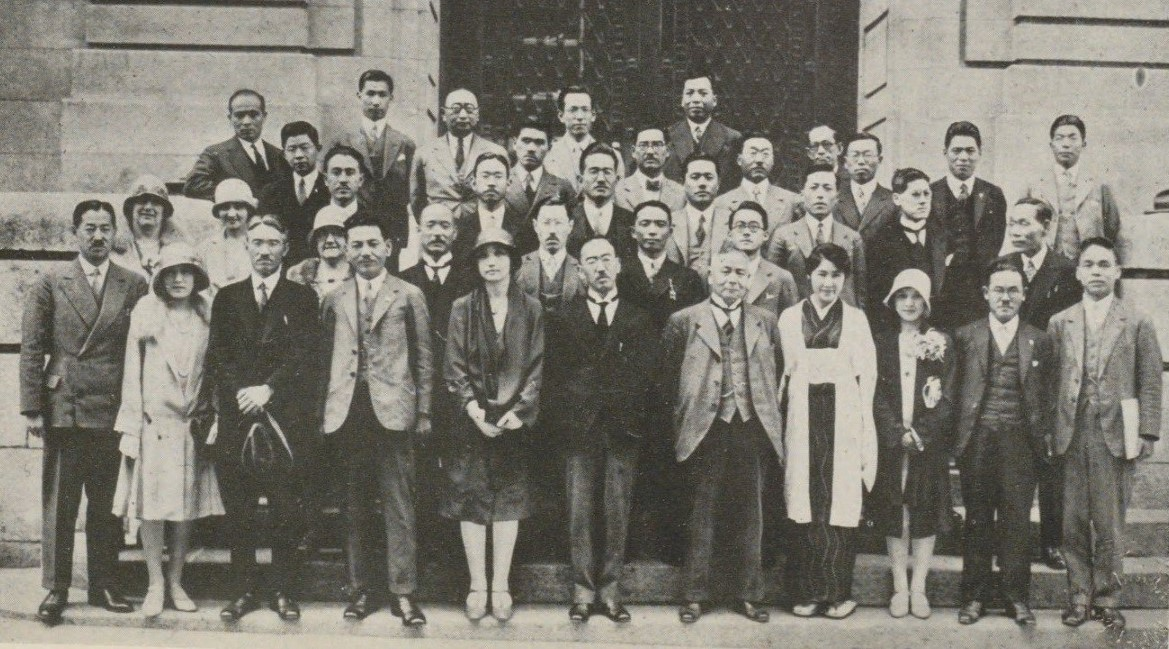
最後列左から3人目。1929年ジュネーブ国際労働会議にて

3代目茂木 惣兵衛（さんだいめ もぎ そうべえ、1893年3月24日 - 1935年4月16日）は、大正期の実業家。初代茂木惣兵衛から続く横浜の生糸商社・茂木合名の3代目。幼名は良太郎。

## 経歴
両親は初代茂木惣兵衛と横浜の芸者・おちょうとの娘と、その婿養子である2代目茂木保平。麻布中学卒業後、第八高等学校に入学したが、1912年に初代惣兵衛の甥である2代目惣兵衛と父親が相次いで死去したため1年で中退し、19歳で茂木合名を継いで惣兵衛を名乗る。実務は古参社員で義兄弟でもある長与程三（長與專齋次男）が補佐した。
第一次世界大戦の好景気に乗じて原富太郎と結んで帝国蚕糸を設立、初代ゆかりの第七十四銀行事業の多角化に乗り出した他、井上準之助をはじめとして政財界の要人と結び、「茂木財閥」「茂木王国」と称された。祖母のおちょう、未亡人となった母との3人暮らしであったが、使用人を数十人と抱え、その生活ぶりは贅沢を極めた。
だが、戦後不況の煽りを受けて1920年5月に茂木合名が破産、第七十四銀行などの関連企業も連鎖倒産した。その整理が一段落つくと、1923年に再起を期してイギリスに留学。ロンドン大学でハロルド・ラスキの教えを受け、実業家も社会運動に関心が必要であるという考えを抱き、1935年に帰国して再起を図ろうとするが、その矢先に病に倒れ、42歳で死去した。